# La sonrisa de Krahe
La sonrisa de Krahe es un álbum homenaje al cantautor Javier Krahe, editado originalmente en 2019.
Se trata de un CD y un DVD que recoge el concierto de homenaje a Javier Krahe que tuvo lugar el 20 de noviembre de 2016 en la sala Galileo de Madrid, en el que varios amigos de Krahe (Joaquín Sabina, Javier Ruibal, Dani Flaco, El Gran Wyoming, Pepín Tre, Pablo Carbonell, etc.) interpretaban algunas de sus canciones junto a su banda habitual, llamada desde su fallecimiento Los huérfanos de Krahe, e integrada por Javier López de Guereña, Andreas Prittwitz y Fernando Anguita.
El DVD incluye el concierto de la sala Galileo realizado y montado por Xavi Fortino, y el documental Que valga Krahe, que si no…, de Lupe Alfonso,y producido por Sergio Rienda(producciones Rienda Suelta)  rodado en Cuba. Dos de las canciones interpretadas en este último documental también se incluyen en el CD, así como la canción Marieta, interpretada en directo por Krahe poco antes de su fallecimiento; y Coplas patéticas, la única canción inédita que dejó Krahe, y que aquí la interpretan versión de estudio Joaquín Sabina con Los huérfanos de Krahe.

## CD
1. Lo quise tanto - Joaquín Sabina
2. La tormenta - Joaquín Sabina
3. Once años antes - Fernando Anguita
4. Eros y civilización - Quequé
5. Nos ocupamos del mar - Dani Flaco
6. Salomé - Javier Ruibal
7. Antípodas - El Gran Wyoming
8. En la costa suiza - Andreas Prittwitz
9. Paréntesis - Pepín Tre
10. Agua de la fuente - Barahúnda
11. Como Ulises - Kamankola
12. Hoy por hoy - Pablo Carbonell
13. El cantante - Javier López de Guereña
14. Blues del séptimo cielo - Alejandro García y Francisco Simón
15. Días de playa - Eva Hache
16. L´home del carrer - Quico Pi de la Serra
17. Un burdo rumor - Fran Delgado
18. Mi mano en pena - Fernando Bécquer
19. Marieta - Javier Krahe
20. Coplas patéticas - Joaquín Sabina y Los Huérfanos de Krahe

## DVD
Introducción: El Gran Wyoming y Violante Krahe 
1. Suite de guitarra sobre temas de Krahe - Juan Manuel Ruiz Pardo
2. Hoy por hoy - Pablo Carbonell (Presentación: Javier Batanero)
3. Lo quise tanto - Joaquín Sabina
4. La tormenta - Joaquín Sabina
5. Once años antes - Fernando Anguita
6. Eros y civilización - Quequé
7. Nos ocupamos del mar - Dani Flaco
8. En la costa suiza - Andreas Prittwitz
9. Agua de la fuente - Barahúnda
10. Antípodas - El Gran Wyoming
11. Conócete a ti mismo - David Broncano
12. En la costa suiza - Andreas Prittwitz
13. Revuelto de Krahe - Los Huérfanos de Krahe
14. El cantante - Javier López de Guereña
15. ¡Oh, menaje! - Maleso
16. Blues del séptimo cielo - Alejandro García y Francisco Simón
17. Como Ulises - Kamankola
18. Días de playa - Eva Hache
19. Salomé - Javier Ruibal
20. L´home del carrer - Quico Pi de la Sierra
21. Así soy yo - Tomasito y Víctor Iniesta
22. Marieta - Javier Krahe

Documental Valga Krahe, que si no...'
- Datos: Q61889704